# 德瓦南格乌里奇
德瓦南格乌里奇（Devanangurichi），是印度泰米尔纳德邦Namakkal县的一个城镇。总人口6817（2001年）。

## 人口
该地2001年总人口6817人，其中男性3478人，女性3339人；0—6岁人口745人，其中男383人，女362人；识字率61.26%，其中男性为70.82%，女性为51.30%。